# 1576 w polityce

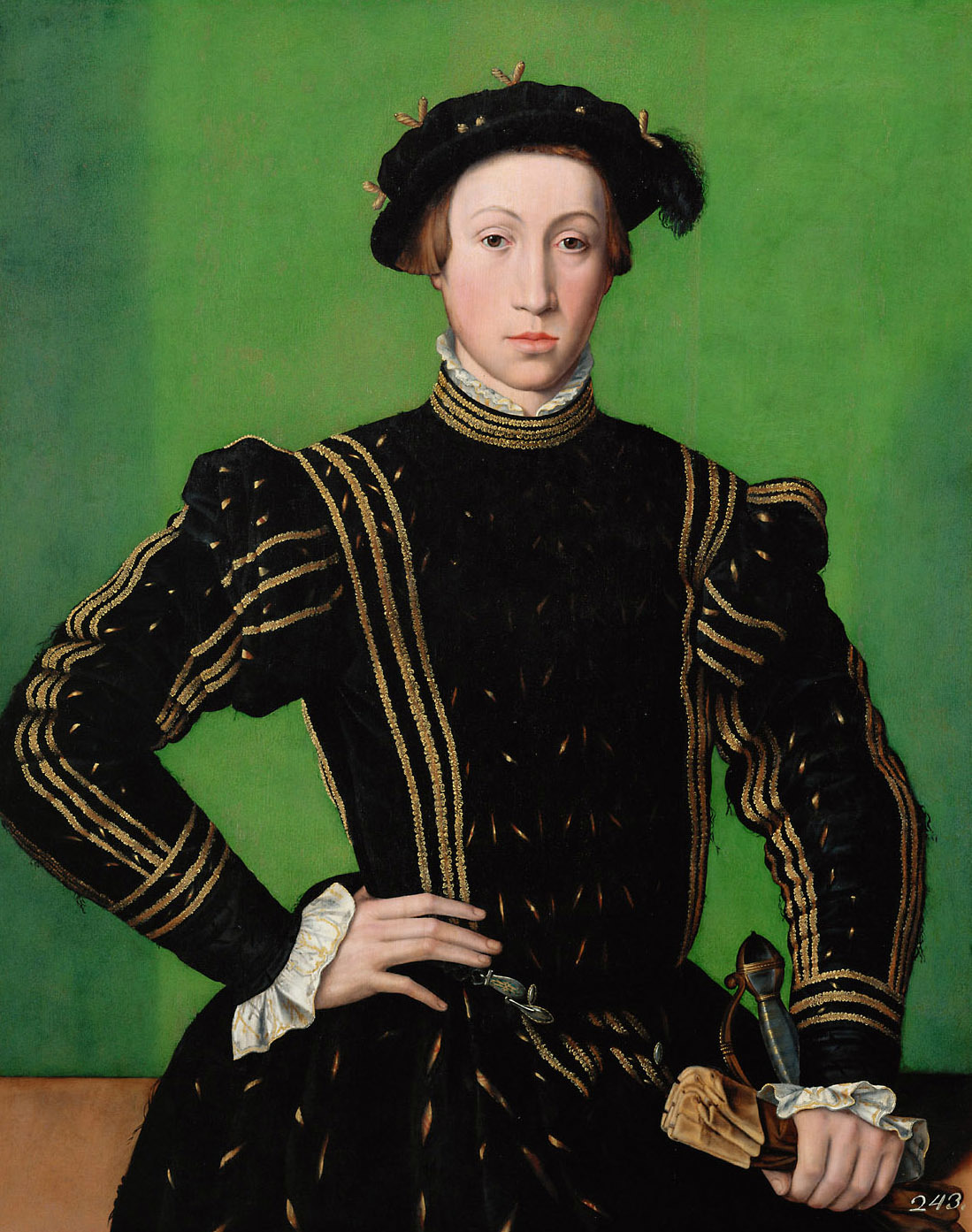
Maksymilian II Habsburg

Wydarzenia polityczne w 1576 roku.

## Zmarli
- 16 października Maksymilian II Habsburg, cesarz rzymski[1].